# Emma Ender
Emma Ender, geb. Behle, (* 2. August 1875 in Frankfurt am Main; † 25. Februar 1954 in Hamburg) war eine Hamburger Politikerin der Deutschen Volkspartei (DVP) und Abgeordnete der Hamburgischen Bürgerschaft.

## Leben

### Kaiserreich
Emma Ender entstammte einer wohlhabenden Kaufmannsfamilie. Aufgrund des Verbotes des Vaters, durfte sie keinen Beruf ausüben. Sie heiratete mit 25 Jahren den Exportkaufmann Max Ender. Die Ehe blieb kinderlos.
Sie wurde Mitglied des Allgemeinen Deutschen Frauenvereins (ADF) in dem sie von 1907 bis 1916 stellvertretende Vorsitzende war. Sie übernahm in diesem Rahmen die Leitung eines Horts und war von 1910 bis 1919 Vorsitzende des Verbandes Hamburger Mädchenhorte. 1912 trat sie als eine der ersten Frauen dem „Hamburger Nationalliberalen Verein“ bei. Der Verein hatte überhaupt erst ab 1910 Frauen in seinen Reihen zugelassen. Als im Dezember 1915 der Stadtbund Hamburger Frauenvereine gegründet wurde, wurde sie dessen Vorsitzende.
Im Ersten Weltkrieg gehörte Ender zu den Gründungsmitgliedern des Frauenausschusses der Hamburgischen Kriegshilfe. Der Ausschuss war ein Ableger von der ADF initiierten Hamburgischen Gesellschaft für Wohltätigkeit und sollte an der Heimatfront einen Beitrag zum Krieg leisten. Noch während des Ersten Weltkrieges kämpfte Ender für das Frauenwahlrecht und übergab 1917 dem damaligen Zweiten Bürgermeister Werner von Melle eine Petition mit über 18.000 Unterschriften. Diese Forderung blieb aber bis zur Novemberrevolution ungehört.

### Weimarer Republik
Nach der Einführung des Frauenwahlrechts 1919 in der Weimarer Republik war Ender der Ansicht, dass die Frauen ermutigt und erzogen werden müssten, um ihre neuen politischen Rechte auch wahrzunehmen. Sie gründete deshalb den „Wahlwerbeausschuss hamburgischer Frauenvereine“. Der Ausschuss forderte unter anderem politische Schulungen für Frauen. Von 1920 bis 1927 war sie zudem Vorsitzende des „Verbandes Norddeutscher Frauenvereine“ und war maßgeblich an dem Zusammenschluss der Hamburger Frauenverbände zur „Hamburger Frauenhilfe“ beteiligt.

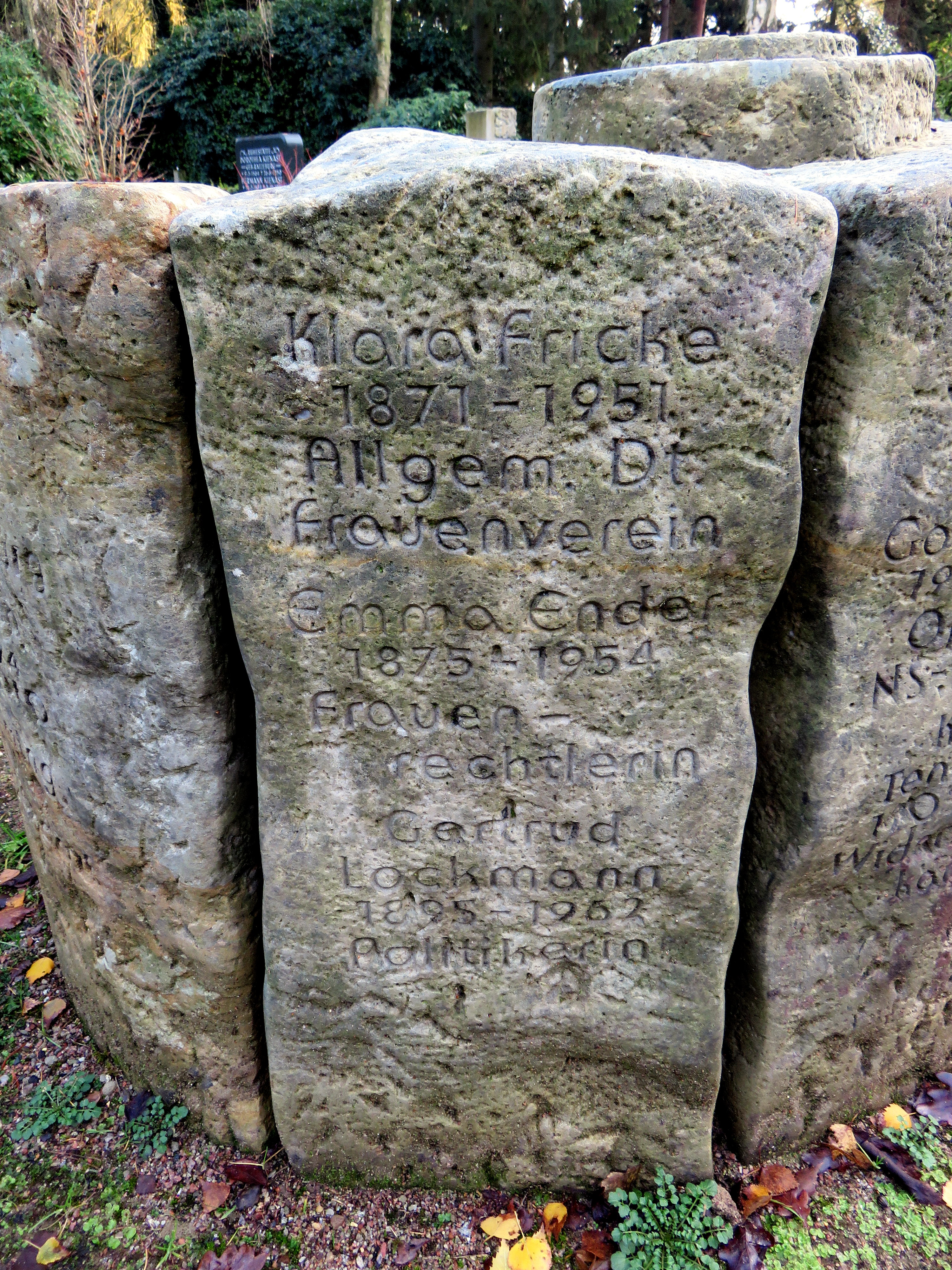
Stein mit Enders Namen in der Erinnerungsspirale im Garten der Frauen auf dem Friedhof Ohlsdorf

Sie saß für die DVP von 1919 bis 1924 in der Hamburgischen Bürgerschaft. Nach ihrem Ausscheiden aus der Bürgerschaft übernahm sie die Aufgabe als Vorsitzende des Bundes Deutscher Frauenvereine.
Als Gegnerin der Nationalsozialisten zog sie sich 1933 in die Innere Emigration zurück.
Ihr zum Gedenken befindet sich ihr Name zusammen mit den Namen von Klara Fricke und Gertrud Lockmann auf dem 3. Stein der Erinnerungsspirale im Garten der Frauen des Friedhofs Ohlsdorf in Hamburg.